# Енкарнасан (Мафра)
Енкарнасан (порт. Encarnação; МФА: [ẽ.kaɾ.nɐ.ˈsɐ̃w]) — парафія в Португалії, у муніципалітеті Мафра. Розташована в західній частині країни, на теренах історичної португальської провінції Ештремадура. Входить до складу округу Лісабон. За адміністративним поділом, чинним до 1976 року, терени парафії були складовою провінції Ештремадура. Належить до Лісабонського патріархату Католицької церкви. Патрон — Діва Марія. Площа — 28,5113 км². Населення — 4798 ос. (2011). Слабо урбанізований регіон. Густота населення — 168,28 осіб/км²
. Код — 110904.

## Населення
| Кількість мешканців | Кількість мешканців | Кількість мешканців | Кількість мешканців | Кількість мешканців | Кількість мешканців | Кількість мешканців | Кількість мешканців | Кількість мешканців | Кількість мешканців | Кількість мешканців | Кількість мешканців | Кількість мешканців | Кількість мешканців | Кількість мешканців |
| ------------------- | ------------------- | ------------------- | ------------------- | ------------------- | ------------------- | ------------------- | ------------------- | ------------------- | ------------------- | ------------------- | ------------------- | ------------------- | ------------------- | ------------------- |
| 1864                | 1878                | 1890                | 1900                | 1911                | 1920                | 1930                | 1940                | 1950                | 1960                | 1970                | 1981                | 1991                | 2001                | 2011                |
| 1 228               | 1 367               | 1 584               | 1 574               | 1 957               | 2 228               | 2 641               | 2 999               | 3 308               | 3 192               | 3 218               | 3 414               | 3 376               | 3 893               | 4 798               |